# Trappo siberiano

Localizzazione ed estensione del Trappo siberiano

Il Trappo siberiano o Trappi siberiani (in russo: Сибирские траппы, Sibirskie trappy, plur.) forma, in Siberia, una grande provincia ignea. Si formò nel periodo a cavallo del Permiano-Triassico durante uno dei più imponenti eventi vulcanici conosciuti negli ultimi 500 milioni di anni della storia geologica della Terra. Un volume immenso di lave basaltiche inondò gran parte della Siberia primordiale.

## Etimologia
La parola "trappo" deriva dallo svedese "trappa" ("scale", "gradini") e fu utilizzata già negli anni 1785–1795 per indicare le strutture a forma di gradini, formazione tipica dei plateau basaltici.

## Copertura

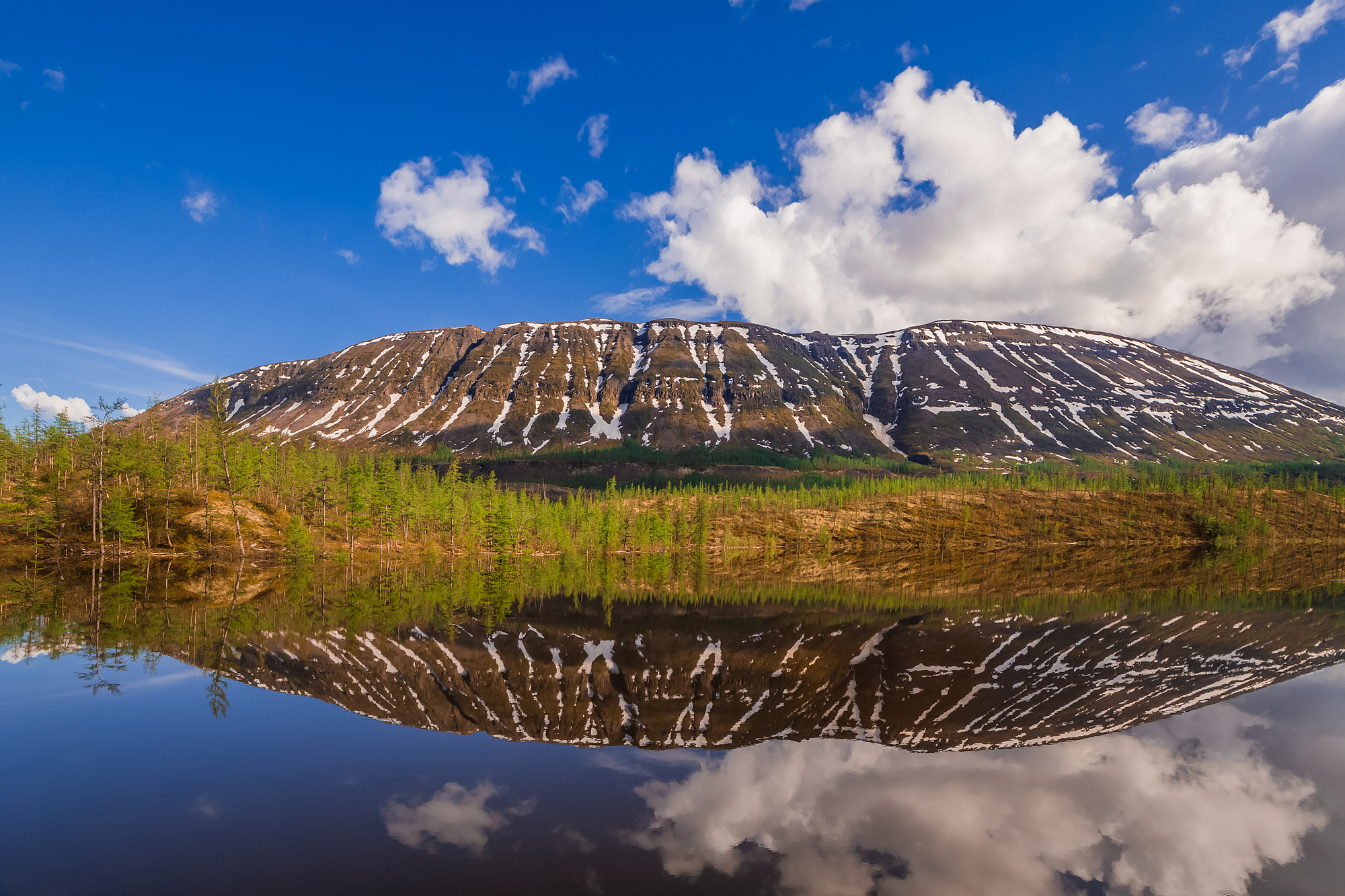
L'altopiano Putorana è composto da basalti dei trappi siberiani.

Oggi l'area copre circa 2 x 106 km2 e si stima che il volume originario di lava andasse da 1 a 4 milioni di km3. L'area coperta giace tra i 50 e 75 gradi latitudine nord e i 60 e 120 gradi latitudine est. Il vulcanismo è proseguito per milioni di anni a cavallo del limite Permiano-Triassico.

## Origine
L'origine dei trappi siberiani è stata ascritta a vari motivi, come un pennacchio del mantello che ha colpito la base della crosta terrestre, perforando il cratone siberiano, oppure a un processo legato alla tettonica a placche.
Tra le possibili cause dell'evento è anche possibile l'impatto meteoritico che ha formato il cratere della Terra di Wilkes in Antartide, che può essere avvenuto nello stesso periodo. Questa teoria ipotizza che i trappi siberiani siano il risultato di una successione di scosse sismiche all'interno della Terra che sono culminate in una gigantesca eruzione in un punto vicino agli antipodi del sito di collisione dell'asteroide.
Si ritiene che i trappi siberiani siano eruttati attraverso numerose bocche nel corso di un milione di anni, nelle regioni ad est e a sud di Norilsk, in Siberia. È anche possibile che alcune delle singole eruzioni siano state mega-colossali e abbiano emesso volumi di lava superiori a 2000 km³. La presenza di estesi depositi vulcanici tufacei e piroclastici suggerisce che una successione di grandi eruzioni esplosive ha avuto luogo prima o durante eruzioni di lava basaltica. La presenza di rocce vulcaniche silicee, come la riolite, indica parimenti la presenza di eruzioni esplosive.

## Estinzione di massa del Permiano-Triassico

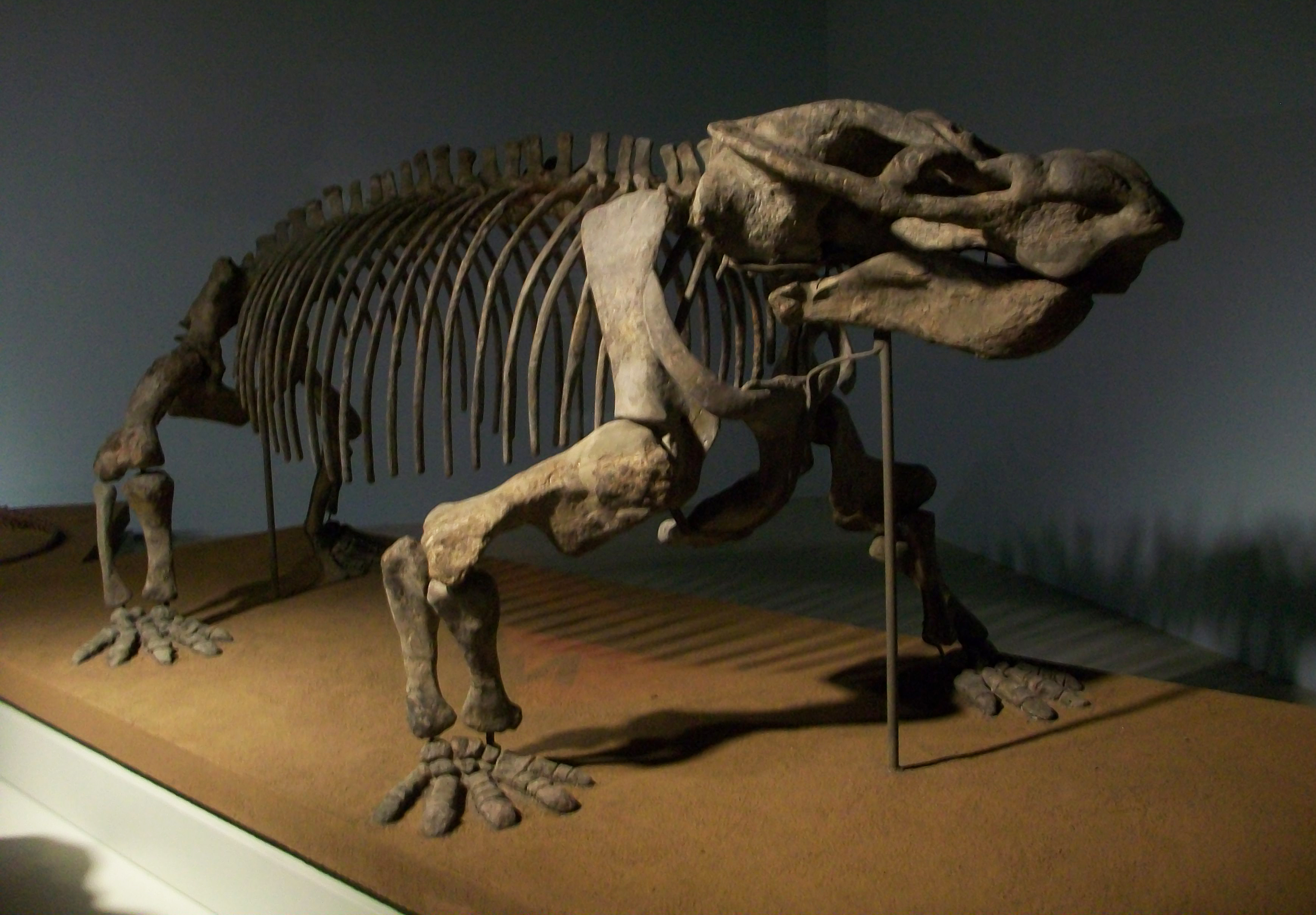
Scheletro di Aulacocephalodon, estintosi alla fine del Permiano.

È dibattuto il ruolo dei trappi siberiani nell'evento di estinzione di massa del Permiano-Triassico avvenuto 250 milioni di anni fa. Le eruzioni colossali possono esserne stata la causa diretta, ma potrebbe anche essere stata la conseguenza di qualche altro evento, come l'impatto di un asteroide. Numerose osservazioni – come un significativo aumento dei livelli di carbonio inorganico negli ambienti marini – indicano che il vulcanismo potrebbe aver innescato lo sviluppo di batteri Methanosarcina, che hanno successivamente sprigionato enormi quantità di metano nell'atmosfera terrestre, alterando in ultima analisi il ciclo del carbonio terrestre.
L'estinzione di massa ha colpito tutta la vita sulla Terra e si stima che abbia ucciso circa il 95% delle specie viventi all'epoca; si è stimato che si estinsero il 57% di tutte le famiglie e l'83% di tutti i generi. I disastrosi eventi che hanno innescato l'estinzione, hanno continuato a ripetersi da cinque a sei milioni di anni dopo l'iniziale fenomeno. Nel corso del tempo, una piccola parte della vita sopravvissuta all'estinzione è stata in grado di ripopolare ed espandersi a partire da bassi livelli trofici (ossia, a partire da comunità locali) fino a quando i livelli trofici più alti sono stati in grado di essere ristabiliti. I calcoli della temperatura dell'acqua di mare da misurazioni δ18O, indicano che al culmine dell'estinzione la Terra ha subito un riscaldamento globale, in cui la temperatura dell'oceano equatoriale ha superato i 40 °C. Ci sono voluti circa otto o nove milioni di anni per ristabilire i primi ecosistemi; tuttavia, dopo l'estinzione si sono evolute nuove classi di animali che non esistevano in precedenza.